# Pallas (Titan)
Pallas (altgriechisch Πάλλας Pállas) ist ein Titan aus der griechischen Mythologie. Er ist der Sohn des Kreios und der Eurybia, seine Geschwister sind Perses und Astraios.
Bei Ovid erscheint er zudem als Vater der Göttin Eos, bei Kallistratos und Satyros als Vater der Chryse, der ersten Gattin des Dardanos. Bei Hesiod ist er mit Styx der Vater mehrerer Gottheiten, die als Personifikationen von Aspekten des Krieges zu gelten haben: Bia („Gewalt“), Kratos („Macht“), Zelos („Eifer“) und Nike („Sieg“). Bei Hyginus Mythographus finden sich diese vier Personifikationen in ihren lateinischen Entsprechungen Vis, Potestas, Invidia und Victoria wieder. Im Homerischen Hymnos an Hermes wird als sein Vater Megamedes genannt, seine Tochter ist hier die Titanide Selene.
Da bei Dionysios von Halikarnassos als Vater der Nike Pallas, der Sohn des Lykaos, genannt wird, ist dieser möglicherweise als zum Heros herabgesunkene Gottheit mit dem Titanen Pallas zu identifizieren.
Pausanias berichtet, die Einwohner der achaischen Polis Pellene haben den Namen Pellenes von ihm abgeleitet.